# Anguispira picta
Anguispira picta es una especie de molusco gasterópodo de la familia Endodontidae en el orden de los Stylommatophora.

## Distribución geográfica
Es endémica de los Estados Unidos.